# Archetype Entertainment
Archetype Entertainment Inc. é uma empresa de jogos eletrônicos localizada em Austin, no Texas. Foi fundada em abril de 2019 como uma divisão da Wizards of the Coast, subsidiária da Hasbro, com James Ohlen sendo o Chefe do Estúdio.
O papel da empresa é criar uma nova propriedade que não seja algo relacionado a Dungeons & Dragons ou Magic: The Gathering. Seu primeiro projeto que vem em desenvolvimento se trata de um RPG de Ação de Ficção-Científica para múltiplas plataformas.

## História
A Wizards of the Coast anunciou que estava estabelecendo um novo estúdio em Austin com James Ohlen como líder em 24 de abril de 2019. Ohlen, que se aposentou da BioWare em 2018, planejou se distanciar da indústria de videogames, embora tenha estabelecido a Arcanum Worlds, editora de jogos de RPG de mesa, e recusou várias ofertas lucrativas de trabalho de outras empresas de videogame. 
Ohlen mudou de ideia com base na oferta de que a Wizards lhe dera a liberdade necessária para liderar o estúdio do jeito que ele queria, e uma chance de retornar ao tipo de projetos na BioWare que ele sentia que eram pessoais para ele, como a franquia Baldur's Gate.

## Ligações Externas
- Website Oficial